# جوشوا ساندز
جوشوا ساندز (بالإنجليزية: Joshua Sands)‏ هو سياسي أمريكي، ولد في 12 أكتوبر 1757 في كوينز في الولايات المتحدة، وتوفي في 13 سبتمبر 1835 في بروكلين في الولايات المتحدة. انتخب عضو مجلس ولاية نيويورك وانتخب عضو مجلس النواب الأمريكي.